# Hrastovac
Hrastovac är en ort i Kroatien.   Den ligger i länet Bjelovar-Bilogoras län, i den östra delen av landet, 80 km öster om huvudstaden Zagreb. Hrastovac ligger 109 meter över havet och antalet invånare är 539.
Terrängen runt Hrastovac är platt. Runt Hrastovac är det glesbefolkat, med 11 invånare per kvadratkilometer. Närmaste större samhälle är Kutina, 18,3 km sydväst om Hrastovac. Trakten runt Hrastovac består till största delen av jordbruksmark.